# Євроатлантичний координаційний центр реагування на природні лиха та катастрофи
Євроатлантичний координаційний центр реагування на природні лиха та катастрофи (ЄАКЦРСЛК) — орган НАТО для здійснення координації сил і засобів допомоги у випадку природних і катастроф на території країн-членів НАТО та країн-партнерів. Створений у 1998 році під егідою Ради Євроатлантичного партнерства як один із двох найважливіших компонентів політики Ради у сфері практичного співробітництва в галузі надання міжнародної допомоги у випадку природних лих і катастроф.
Після терористичних актів 11 вересня 2001 року в США перед Центром також поставлено завдання координувати міжнародну допомогу від країн РЄАП для допомоги в ліквідації наслідків пригод із застосуванням хімічної, біологічної, радіологічної та ядерної зброї, включаючи терористичні напади.

## Основні завдання
- керівництво ліквідацією наслідків надзвичайних ситуацій, включаючи боротьбу з повенями та лісовими пожежами, ліквідацію наслідків землетрусів
- обміну інформацією між країнами-членами НАТО та країнами-партнерами щодо допомоги у випадку надзвичайних ситуацій, організація семінарів, щорічних широкомасштабних польових навчань
- координація, підтримка та сприяння діям ООН на регіональному рівні

## Організація роботи
Центр працює в складі Оперативного відділу Міжнародного секретаріату, що знаходиться в штаб-квартирі НАТО. Штат центру складається з максимум п'яти відряджених співробітників країн-членів НАТО та країн-партнерів та трьох співробітників Міжнародного секретаріату. В умовах надзвичайної ситуації штат співробітників центру може посилюватись за рахунок додаткових співробітників від делегацій Ради Євроатлантичного партнерства в НАТО або співробітників Міжнародного секретаріату і Військового штабу НАТО. Центр має доступ до бази даних національних цивільних фахівців, які у випадку широкомасштабної надзвичайної ситуації можуть залучатись Центром для надання профільних порад у різних галузях.

## Масштабні навчання
ЄАКЦРСЛК займається організацією масштабних навчань, під час яких відпрацьовуються заходи реагування на надзвичайні ситуації, змодельовані за сценаріями природних та техногенних катастроф.
| Час проведення        | Назва операції                      | Країна проведення |
| --------------------- | ----------------------------------- | ----------------- |
| серпень-вересень 2011 | «CODRII 2011»                       | Молдова           |
| вересень 2010         | «ARMENIA 2010»                      | Вірменія          |
| вересень 2009         | «Zhetysu 2009»                      | Казахстан         |
| червень 2008          | «Zhetysu 2009»                      | Казахстан         |
| червень 2008          | «UUSIMAA 2008»                      | Фінляндія         |
| травень 2007          | «Idassa 2007»                       | Хорватія          |
| 23-26 жовтня 2006     | «LAZIO 2006»                        | Італія            |
| 9-13 жовтня 2005      | «Joint Assistance 2005»             | Україна           |
| 9-13 жовтня 2005      | «Dacia 2003»                        | Румунія           |
| 28-30 квітень 2003    | «Ferghana 2003»                     | Узбекистан        |
| 25-27 вересня 2002    | «Bogorodsk 2002»                    | Росія             |
| 21-24 травня 2002     | «Taming the Dragon — Dalmatia 2002» | Хорватія          |
| 20-28 вересня 2000    | «Trans-Carpathia 2000»              | Україна           |

Навчання 2005 року в Україні проводилось відповідно до ст. Х Конвенції про заборону хімічної зброї і мало на меті відпрацювання та вдосконалення практичних механізмів міжнародної взаємодії та надання багатосторонньої допомоги державі-учасниці Конвенції про заборону хімічної зброї, яка, за сценарієм навчання, стала об'єктом терористичного нападу із застосуванням хімічної зброї.

## Хронологія операцій з ліквідації катастроф

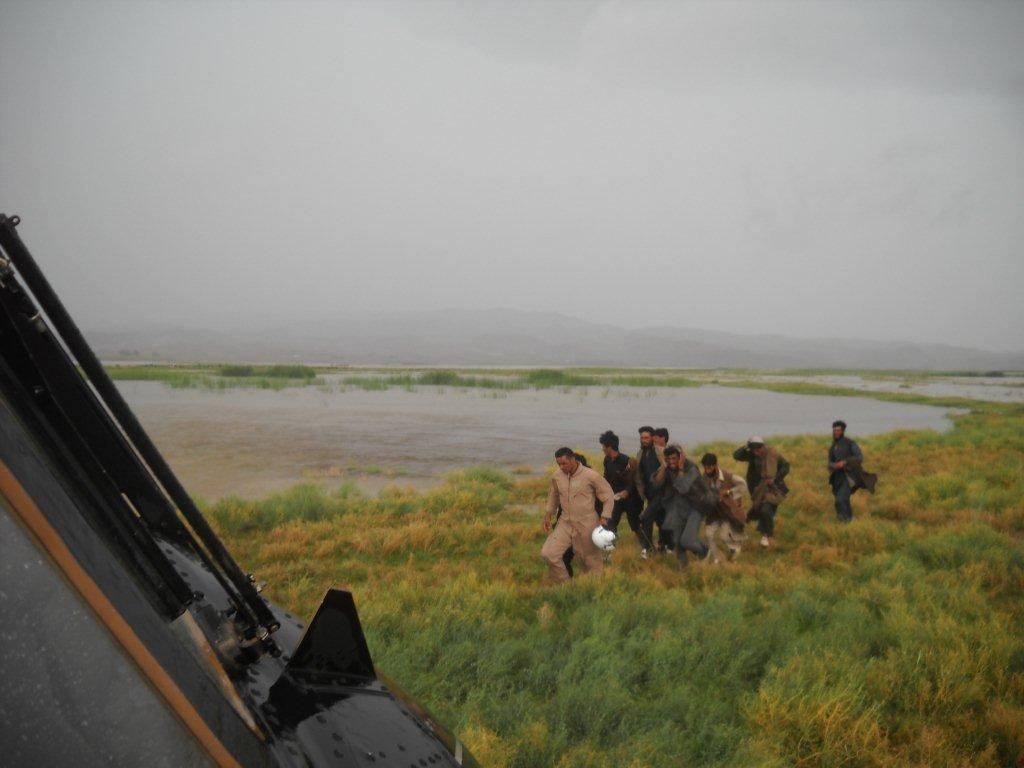
Рятування людей від повені в районі Джелалабаду, 2010 рік

- 2002 — операції з ліквідації наслідків повені в Албанії, Чехії
- 2003 — операції з ліквідації наслідків повені в Азербайджані, лісових пожеж у Португалії
- 2005 — операції з ліквідації наслідків повені в Грузії, Киргизії, допомога під час повенів Болгарії, Румунії, направлення засобів першої необхідності з Європи до США для допомоги постраждалим від урагану Катріна, операція з ліквідації наслідків землетрусу у Пакистані
- 2006 — підтримка Алжиру у подоланні наслідків повені, південному Киргизстану — у подоланні наслідків снігопадів, операції з ліквідації наслідків повеней у Болгарії та Словаччини
- 2007 — допомога у операціях з ліквідації лісових пожеж у Болгарії, Албанії, Македонії, Боснії та Герцеговині
- 2008 — допомога Албанії після масштабних вибухів складів зі зброєю, подолання повеней у Молдові, Україні, участь у боротьбі з лісовими пожежами у Болгарії, подоланні наслідків землетрусу у Киргизстані
- 2009 — допомога під час повеней у Таджикистані, подоланні наслідків землетрусу у Грузії
- 2010 — допомога у подоланні наслідків повеней в Країнах Східної Європи, Пакистані, Афганістані, лісових пожеж в Ізраїлі, природних лих в Таджикистані
- 2011 — подолання наслідків землетрусу в Туреччині, повеней в Пакистані
- 2012 — улаштування таборів для біженців з Сирії в Туреччині, подолання наслідків снігопадів в Албанії, Чорногорії[4].